# Le Massacre des Innocents (Reni)
 (octobre 2024).
Si vous disposez d'ouvrages ou d'articles de référence ou si vous connaissez des sites web de qualité traitant du thème abordé ici, merci de compléter l'article en donnant les références utiles à sa vérifiabilité et en les liant à la section « Notes et références ».
Pour les articles homonymes, voir Le Massacre des Innocents.
Le Massacre des Innocents est un tableau de Guido Reni, réalisé en 1611. Il représente le Massacre des Innocents, relaté dans l’Évangile selon Matthieu. Huile sur toile de 268 × 170 cm, il est exposé à la Pinacothèque nationale à Bologne.

## Fortune critique
Ce tableau est aujourd’hui peu connu du grand public ; il ne fait pas partie des quelques œuvres que tout le monde a déjà vues en reproduction. Pourtant, du vivant de Guido Reni, il fut considéré comme un chef-d'œuvre. Cette peinture est une commande de la famille Beró pour l’église Saint-Dominique de Bologne et elle est actuellement conservée à la Pinacothèque de cette même ville. Le sujet éponyme est un événement biblique raconté dans l’Évangile de Matthieu (II, 1-19). Les sages avaient annoncé la naissance à Bethléem du « roi des Juifs » et Hérode l’avait fait chercher ; ses tentatives policières n’ayant rien donné, il ordonna la mise à mort de tous les enfants de la ville âgés de moins de deux ans. Le tableau déroule, dans une composition resserrée lisible de haut en bas, les étapes de l’événement : la poursuite d’une mère portant son enfant, le meurtre d’un autre dans les bras de sa mère impuissante, la prière maternelle après le massacre. La concentration des actes représentés assure à l’ensemble de la peinture sa puissance émotionnelle, mais donne le sentiment d’une certaine confusion générale. Cependant, s’attarder sur la composition baroque permet de comprendre que la tension entre le mouvement apparemment désordonné et la construction rigoureuse constitue le fondement d’un pathétique sublime.

## Le mouvement au service de l’horreur

### La violence
S’il n’est pas le seul tableau à prendre comme sujet la violence, Le Massacre des Innocents concentre néanmoins ces effets en ne représentant pas une scène unique et symbolique, mais plusieurs de manière superposée. Six femmes, cinq mères jeunes et une femme âgée à droite, et deux hommes sont imbriqués dans l’étroite largeur du tableau. La concentration narrative semble même se parer d’un certain réalisme. Pourtant, seule l’expression des visages peut être définie ainsi, car la richesse des tissus, le décor conventionnel et les angelots sur leur nuage empêchent une telle interprétation. De plus, si le massacre est garanti par le titre, les armes, la violence des gestes et les deux cadavres en bas à gauche, le tableau n’est en rien sanglant. L’horreur est donc concentrée sur les visages horrifiés des mères hurlant dans le silence.
La violence de la scène est également portée par les couleurs et les contrastes. Les teintes chaudes et froides se juxtaposent : les étoffes rouges, dans la partie basse du tableau, évoquent un flot de sang pourtant jamais montré ; le tissu bleuté de la mère fuyant vers la droite, tout en ayant l’air d’être protecteur, ressemble déjà au linceul de l’enfant aux yeux perdus vers le ciel. Les corps des deux hommes sont eux-mêmes porteurs de la même tension entre la chaleur de la peur et la froideur d’un tissu blanc – encore un linceul.

### Les mouvements
De plus, l’agencement des couleurs participe d’une composition plus large des formes et des lignes. L’horreur de la scène s’appuie sur une structure ondulatoire propre à évoquer le mouvement. Ainsi, on peut constater que dans sa verticalité, le tableau est composé de trois tiers, dont les deux inférieurs concentrent l’action. Cependant, le resserrement ne fait que renforcer l’agitation du massacre, dont on peut constater qu’il se compose de multiples lignes courbes dessinées par les bras, les plis des vêtements et les contours des corps. Aucune logique ne semble organiser cet éclatement, d’où un sentiment général de confusion formelle et psychologique.
Pour l’observateur, l’effet est tel qu’il ne parvient pas à se fixer sur un endroit précis du tableau. Les courbes nombreuses empêchent la concentration et relancent le regard vers un autre élément, où, de nouveau, le mouvement de fugacité détourne l’attention vers un point différent de la toile. Cette fuite du regard assure au tableau ce que l’on doit considérer intellectuellement comme sa « mobilité », car rien dans une œuvre picturale n’est réellement en mouvement, seule l’action représentée permet d’imaginer les déplacements. La présence du spectateur est donc nécessaire au tableau pour être parachevé : la scène représentée n’a d’autre existence que celle que lui confère l’œil trompé par l’illusion qu’elle lui propose.

### Une composition serpentine
Attardons-nous maintenant sur le déplacement perpétuel qu’imposent les courbes du tableau. Considérons, à juste titre, que la clarté attire le regard : il y a fort à parier que les deux petits cadavres aux allures d’endormis, dans le bas du tableau vont, un moment, retenir l’attention ; on remarque qu’ils dessinent une courbe ondulée qui suit les lignes des dos et des têtes. Arrivé aux plis de la robe dorée, l’œil s’élève en suivant le bras rouge pour atteindre le visage en prière. De là, le bras tendu de la mère  protégeant son enfant de l’homme à la chemise conduit à l’enchevêtrement des bras et des visages sur la gauche du tableau. Par un balancement audacieux, le regard est de nouveau projeté vers l’autre extrémité du tableau grâce à l’étirement des bras de l’homme de droite. C’est un nouvel assemblage de têtes qui devient alors le support visuel de l’observateur. Cependant, le nuage des putti porteurs de palmes, bien qu’il semble détaché de la scène du massacre, ne l’est pas complètement, car le regard, qui n’a cessé de s’élever depuis la base du tableau, continue son ascension vers le ciel en suivant l’axe du poignard de droite et du bras du putto de gauche. Ainsi, dans un mouvement ondulatoire, — qui n’est pas unique, car d’autres sont possibles – le regardant a repéré l’ensemble des scènes représentées par le tableau.
Il a, également, accompli un parcours mystique fondamental, une « élévation ». En effet, quelle raison peut motiver un tel tableau si ce n’est la prise de parti et la glorification d'« innocents » devenus pour le christianisme les « Innocents » ? La célébration religieuse s’accomplit grâce à l’observateur qui, en se laissant porter par la structure du tableau, rend possible la transformation d’enfants anonymes, victimes d’une froide cruauté, en martyrs porteurs de palmes. Une fois encore, la présence regardante assure au tableau son achèvement.
Le mouvement exprime donc l’inquiétude baroque relative à l’instabilité du monde et à son possible désordre. La violence semble primer, opposant les hommes cruels aux femmes effrayées, alors même que le sujet latent est la glorification du Christ. Comment la naissance du Sauveur peut-elle engendrer tant de fureur ? Le désordre n’est cependant pas la confusion ; le monde désorienté voit naître Celui qui vient rétablir l’ordre divin et le tableau révèle aussi son ordre caché. Ce n’est pas sans efforts que la vérité organisatrice de l’œuvre se manifeste à l’observateur.

## Une composition rigoureuse

### L’axe symétrique vertical
La désorganisation apparente ne doit pas faire oublier que les baroques ont aimé la structuration, et cela pas moins que les classiques, bien au contraire. La multiplication des contraintes, en peinture comme en architecture ou en littérature, a été la base de l’élaboration complexe des formes et des figures. Dans Le Massacre, il suffit de repérer l’axe vertical au centre du tableau pour s’en rendre compte : il assure à la composition d’ensemble son équilibre et sa symétrie. Sa présence est d’ailleurs renforcée par le poignard qui sur-représente l’axe vertical. Ainsi composée, la toile fait se répondre des proportions équivalentes : une femme accroupie répond à une autre femme accroupie, un homme et une femme à gauche trouvent leurs pendants à droite et, même dans le ciel, la bâtisse est équilibrée par le nuage et les angelots.
Le choix des couleurs fonctionne de manière identique : les femmes de la partie inférieure portent chacune une couleur sombre (noir ou brun) et du rouge ; de même, au-dessus d’elles deux, l’homme de gauche et la mère de droite portent des étoffes aux couleurs froides. Par conséquent, la composition tumultueuse s’ancre dans une structuration picturale binaire, qui, cependant, n’apparaît pas au premier abord et évite le caractère figé d’une trame organisatrice pesante.

### Les plans horizontaux
Si l’on s’attarde désormais sur la composition horizontale de l’œuvre, on constate qu’elle n’est pas moins riche que la verticale. En effet, il est aisé de repérer que l’horizon, qui se confond avec le haut du mur peint sur le fond du tableau, est la limite du tiers supérieur de la toile. Au-dessus d’elle n’apparaissent que le nuage aux putti et le haut de deux têtes. Cette ligne concentre donc la violence de la scène sur la partie basse du tableau. Néanmoins, si l’on cherche la ligne du tiers inférieur, on la trouve juste au-dessous des visages des deux mères assises au sol. Il n’y a donc dans le bas du tableau que les deux petits cadavres qui sont le pendant des deux enfants martyrs dans la partie haute. La structure ascendante des lignes courbes – qui a déjà été repérée – fonctionne d’autant mieux qu’elle s’appuie sur la composition horizontale du tableau : Guido Reni a fait en sorte de concentrer les effets qui permettent la glorification des enfants martyrs.
De plus, l’étude de l’horizontalité exige le repérage de l’axe central : celui-ci traverse le tableau au-dessus de la tête de la mère placée au centre du tableau. Un tel découpage en deux grands ensembles est significatif dans la mesure où la partie haute se concentre sur la poursuite, la fuite et le massacre, alors que la partie basse délimite l’espace des femmes implorantes. Comme pour une page de livre, la lecture de haut en bas de la toile fait surgir une narrativité et une chronologie : si fuir a paru la seule issue aux mères, elles ont été rattrapées (partie supérieure) et, finalement, il ne leur reste que l’imploration inutile et la prière (partie inférieure).

### Les triangles organisateurs
Moins faciles à repérer, les lignes diagonales n’en sont pas moins structurantes. Repérons-en quelques-unes. La poignée du couteau central assure le point de rencontre de deux diagonales qui descendent vers les bas du tableau afin de constituer un triangle avec la base inférieure. Ce trigone encadre les deux femmes accroupies et concentre la partie basse de l’action représentée sur l’imploration des mères, soit vainement à l’égard des hommes pour celle de gauche, soit pieusement à l’égard du Ciel pour celle de droite, dont les yeux s’élèvent vers les putti aux palmes, emblèmes des martyrs. L’observateur moderne n’oubliera pas de se rappeler que le tableau était une commande pour une église : la mère aux manches rouges n’est donc pas insensible à la douleur, le calme relatif de son regard confirme sa confiance en Dieu, passant outre à l'horreur temporelle du massacre.
Un autre triangle, cette fois-ci pointé vers le bas, est repérable dans le tableau : sa base est la ligne de l’horizon et ses deux côtés suivent, à droite, le dos de la femme qui fuit et, à gauche, le bras baissé de l’homme en blanc. Les deux femmes en train de fuir semblent vouloir échapper à l’espace délimité par cette forme, mais l’une, saisie par les cheveux, est obligée de se retourner et l’autre ne peut s’empêcher de regarder la scène centrale, retenue par la force de la compassion maternelle. Quant à la ligne du pont, elle apparaît comme une enceinte qui refuse la fuite : la tête qui la dépasse à gauche est menacée par l’arme qui la dépasse à droite. L’espace représenté est fortement cloisonné et le cadre du tableau lui-même semble retenir les mères en un effet de théâtralisation pathétique. 
En définitive, si l’attention de l’observateur n’est pas détournée par l’émotion du sujet représenté, il est possible de constater que la répartition des éléments du tableau est d’une rigueur extrême : chaque personnage trouve sa place dans un ensemble composite et cohérent.

## La multiplication des tableaux

### La narrativité des micro-tableaux
Après les lignes droites qui structurent le tableau, il est nécessaire de s’attarder sur la forme circulaire qui trouve son centre une fois encore sur le poignard placé au centre du tableau : l’arc qui se constitue grâce aux têtes des femmes engage un mouvement oscillatoire de gauche à droite et de droite à gauche, qui emporte l’adhésion affective de l’observateur. Si la femme de droite semble parvenir à s’enfuir, son double, dans la partie gauche du tableau, est rattrapée par le geste violent du soldat ; de même, si l’enfant de gauche paraît encore échapper à la violence, celui de droite a déjà les yeux tournés vers le ciel, annonçant ainsi son statut de martyr, lequel est soutenu par le visage de vieille femme hurlant juste au-dessus de lui. Ainsi, le déplacement du regard sur la toile renforce l’impression pathétique de la violence inéluctable qui affecte les mères, quel que soit leur âge, et les enfants. De plus, l’oscillation du regard passe et repasse sur les mères déjà affaissées et implorantes assurant aux deux scènes extérieures leur poids dramatique.
Ajoutons aussi que la composition ternaire du tableau va dans la même direction narrative, puisque le regard de l’observant se déplace d’un trio soudard/mère/enfant à un autre trio composé des mêmes actants sans parvenir à s’échapper vers un ailleurs apaisé. Les structures géométriques cachées ramènent toujours le regard vers l’intérieur du cadre, afin de donner à l’observateur le sentiment d’être lui-même enclos dans le faible espace représenté. Seul le triangle inférieur du tableau est vide de la brutale présence masculine, mais la composition des corps entre eux s’élabore comme un amoncellement qui donne le sentiment qu’après la disparition des soudards assassins, il ne reste plus qu’un charnier, un tas de corps éplorés et meurtris. Ainsi, le poignard qui constitue le centre de l’arc de cercle organisateur est aussi le centre dramatique de la scène : il est l’élément créateur de violence qui rompt l’ordre divin de la vie et anéantit la relation d’amour entre mère et enfant, sentiment fondamental dans la patrie du peintre, l’Italie, où le culte marial n’est en rien secondaire par rapport au culte christique.

### Un tableau au cœur du tableau
À côté des trois petites scènes évoquées, qui se constituent comme trois tableaux distincts, repérons une ultime scène dont l’importance n’apparaît pas au premier coup d’œil. Les deux grands triangles organisateurs se croisent au cœur du tableau et délimitent un espace en forme de losange grâce à leurs deux pointes. Les contours de ce losange circonscrivent un espace significatif, puisqu’il reprend les éléments fondamentaux du récit proposé par l’ensemble du tableau : un poignard pointé sur un enfant, une mère au bras protecteur mais impuissant, un nourrisson effrayé. Du point de vue de la narration dramatique, l’essentiel du propos est ici concentré et tout le reste du tableau peut paraître superfétatoire.
Pourtant cette micro-scène ne se réduit pas à son caractère abréviatif : d’un point de vue pictural, elle s’impose par une incohérence. En effet, si l’on essaie de distinguer les différents plans de l’ensemble des scènes peintes, on constate qu’à partir du troisième plan les incertitudes se multiplient, notamment pour la scène délimitée par le losange. Le soudard semble au-dessus de la mère assise à gauche, laquelle est au deuxième plan ; quant à la mère tendant le bras, elle est au moins au troisième, voire au quatrième plan, derrière deux autres femmes : comment se fait-il alors que son bras puisse se trouver devant l’homme ? Il y a là une rupture de la perspective, qui rappelle au spectateur attentif qu’il est devant une composition picturale et non devant une scène réelle. C’est l’expressivité de la toile, qui prime présentement, et non son réalisme. La scène délimitée par le losange s’établit donc comme un résumé de la narration générale, mais aussi comme le constituant pictural qui rappelle la dimension fictionnelle et artificielle de la toile.

### La mise en scène du tableau par lui-même
En outre, la composition dramatique de l’ensemble s’appuie sur le choix d’un éclairage tout aussi artificiel que le placement des personnages les uns par rapport aux autres. Il suffit de repérer que la lumière jaillit de la droite du tableau comme d’une coulisse et d’en bas comme d’une rampe pour percevoir la dimension théâtrale de la peinture. Guido Reni manifeste ici sa conscience de la re-présentation : il met en scène le spectacle d’une réalité historique certes, mais interprétée et recomposée. Ignorant la vérité des faits passés, de la violence meurtrière en acte, il la donne à voir filtrée par son sentiment et de manière expressive pour qu’elle soit ressentie par l’observateur.
D’ailleurs, l’enchâssement du petit tableau en losange dans le grand tableau en rectangle n’est qu’un moyen de s’interroger encore sur cette re-présentation : le petit tableau est-il assez expressif pour que l’on comprenne la gravité de la brutalité humaine ? Le grand ne montre-t-il pas avec outrance l’impuissance et la souffrance maternelles ? Lequel de ces deux tableaux est véritablement « nécessaire » ? Lequel des deux se rapproche le plus de la vérité historique ? Ces questions ne font que limiter le sens de l’œuvre, car s’il y a une vérité à exprimer, elle ne peut être qu’ailleurs, hors d’une œuvre artistique, hors de l’esthétisation de la violence, loin de tout putto flottant sur un petit nuage bleuté. Aucun des deux tableaux enchâssés l’un dans l’autre n’accède donc à la vérité factuelle, mais en rappelant à l’observateur qu’il est devant un tableau, ils l’incitent à chercher une interprétation personnelle, accessible dans ce non-lieu qu’est l’entre-deux, qu’est l’en deçà de l’excès pathétique et l’au-delà du résumé informatif. 
Le tableau de Guido Reni ne se manifeste pas autrement que comme une image, laquelle doit faire réagir l’observateur, l’obliger à repenser le sujet du tableau, en passant outre la barrière du non-représentable. C’est aussi l’occasion de peindre les limites de la peinture : le grand tableau rectangulaire et le petit tableau en forme de losange sont deux loupes qui permettent d’entrevoir ce que l’œuvre de Guido Reni ne peut pas montrer.

## Conclusion
Le Massacre des Innocents est un tableau représentatif de l’art classique dont les bases ont été produites par les Carracci. Il met en scène l’instabilité du monde et de l’homme en montrant à la fois l’acte d’amour le plus désespéré et le geste meurtrier le plus froid. Pour cela, il utilise une composition rigoureuse qui, dans la fixité inhérente à toute peinture, tend vers l’exaspération du mouvement et de la torsion, afin d’assurer à son sujet le maximum d’expressivité pathétique. Cependant, le génie de cette toile est dans sa conscience perpétuelle d’être une toile, une toile peinte, une toile où naissent l’illusion et la fiction. Guido Reni donne à voir son tableau pour ce qu’il est : une théâtralisation de la réalité, une esthétisation de l’inénarrable, une représentation de l’au-delà de toute peinture. Il inspira par la suite Nicolas Poussin.

## Filmographie
- L'Évangile selon saint Matthieu (1964), Pier Paolo Pasolini : La scène du massacre des enfants et de la fuite des mères y est jouée avec un réalisme déconcertant.